# Mtyangala
Der mtyangala ist ein Mundbogen, der bei den Tumbuka im Norden von Malawi und bei den Volksgruppen an dem zu Tansania gehörenden Ostufer des Malawisees gespielt wird. Der einsaitige, mit dem Mund verstärkte Musikbogen wird ausschließlich von Frauen zur Unterhaltung verwendet. Im südlichen Malawi spielen die Frauen der Chewa denselben Mundbogen, der dort nkangala genannt wird. Die mit dem Mundbogen produzierbaren Töne haben das Tonsystem der traditionellen Musik in Malawi beeinflusst.

## Bauform und Spielweise
Der am weitesten verbreitete Musikbogentyp ist in der Form eines Jagdbogens gekrümmt. Mtyangala und nkangala stellen eine besondere Form dar, da sie fast gerade sind und eher einer Stabzither entsprechen. Der Saitenträger wird aus einem etwa 70 Zentimeter langen Pflanzenrohr hergestellt, zwischen dessen Enden in geringem Abstand eine Saite gespannt ist. Beim nkangala wird das Riedgras Phragmites mauritanus, Kunth  (Chichewa bango) verwendet, dessen gelbliches Rohr mit Knoten ansonsten zur Herstellung von Zäunen und Matten dient. Die Saite ist mit einem Ende fest verbunden, am anderen Ende ist sie, um die Spannung einstellen zu können, abnehmbar um den Bogenstab gewickelt. Es gibt keine die Saite teilende Stimmschlinge.
Die Spielerin nimmt ein Ende des Instruments in den Mund, das äußere Ende hält sie mit dem Mittelfinger der linken Hand schräg nach unten. Indem sie mit dem Finger die Saite an einer Stelle auf den Bogenstab niederdrückt, bestimmt sie die Tonhöhe und erzeugt zwei Fundamentaltöne im Abstand eines Ganztons. Die Saite wird nicht angeschlagen, sondern mit einem kleinen Plektrum zwischen Daumen und Zeigefinger der rechten Hand in einer Auf- und Ab-Bewegung gezupft. Das Plektrum besteht aus der Rippe eines Palmblattes oder aus der festen äußeren Schicht eines Zuckerrohrs.
Durch gezielte Verformung des Mundraums lassen sich über den Fundamentaltönen einzelne Obertöne hervorheben. Über dem tieferen Grundton kann bis zum dritten, vierten oder fünften Oberton selektiv verstärkt werden, über dem höheren bis zum dritten und vierten Oberton. Dadurch ergibt sich eine Tonskala in anhemitonischer Pentatonik, wie sie für die traditionelle Musik um den gesamten Malawisee typisch ist. Das entstehende Tonmuster basiert auf der Abfolge von Quarten mit gelegentlich auftretenden großen Terzen.
Die malawischen Mundbögen produzieren einen leisen Ton, weshalb sie sich für die Musik bei Zusammenkünften nicht eignen, sie werden solo von unverheirateten Mädchen und Frauen zur Unterhaltung gespielt, meist wenn sie allein sind und nicht von anderen gehört werden. Die Frauen drücken ihre Gefühle von Einsamkeit aus, wenn die Männer auf Reisen sind.

## Herkunft
Die Tumbuka lebten bis zur Mitte des 19. Jahrhunderts in einer dünn besiedelten Region im Westen des nördlichen Malawisees. Sie waren wie die benachbarten und kulturell verwandten Wapangwa, Wakisi und Wandendeule auf der östlichen Seite des Sees ab den 1850er Jahren von der Einwanderung der Nguni aus Südafrika betroffen. Die Nguni machten sich die ansässige Bevölkerung im Norden von Malawi und verschiedene Chewa-Gruppen im Süden zu Untertanen und übernahmen auch kulturell die führende Rolle. Die Form des mtyangala und das in Malawi bekannte System der tonalen Musik kam wohl mit den Einwanderern aus Südafrika, wo der ähnliche, von den Tsonga gespielte Mundbogen mqangala mit einer Nylonsaite bespannt ist, die mit dem Finger gezupft wird. Die Saite des mqangala-Mundbogens wird an drei Stellen nahe am Ende mit dem Finger auf den Bogenstab gedrückt und produziert folglich drei Fundamentaltöne. Bei den Zulu und Swazi heißt dieser Mundbogentyp umqangala. Das von den Zulu aus Khoisansprachen übernommene, lautmalerische Wort umqangala enthält den palatalen Klick q, den die Sprachgruppen in Malawi schlecht aussprechen können und deshalb zu mty- abgeändert haben.
Ebenso auf den Einfluss der Nguni geht der bis 1,4 Meter lange Musikbogen ugubu (gubu, gubo) mit Kalebassen-Resonator an einem geraden Bambusrohr zurück. Dieses Instrument ist in Malawi nahezu verschwunden (die südafrikanischen Zulu spielen noch einen gleichnamigen Kalebassenmusikbogen).
Ein anders gespielter Mundbogen der Sena (Asena) im südlichen Malawi, nyakatangale, wird von Männern zur Tanzbegleitung und wegen seines ruhigen Tons häufiger solistisch zur Unterhaltung eingesetzt.